# Вотсон (Арканзас)
Вотсон (енгл. Watson) град је у америчкој савезној држави Арканзас.

## Демографија
По попису из 2010. године број становника је 211, што је 77 (-26,7%) становника мање него 2000. године.
| Група             | 2000.       | 2010.       |
| Белци             | 209 (72,6%) | 143 (67,8%) |
| Афроамериканци    | 71 (24,7%)  | 63 (29,9%)  |
| Азијати           | 0 (0,0%)    | 0 (0,0%)    |
| Хиспаноамериканци | 0 (0,0%)    | 3 (1,4%)    |
| Укупно            | 288         | 211         |